# نونليت رمادي الخد
النونلت ذات الخدود الرمادية (الاسم العلمي: Nonnula frontalis) هو نوع من طائر النفخة. وجدت في كولومبيا وبنما. موائلها الطبيعية هي غابات الأراضي الرطبة شبه الاستوائية والاستوائية الرطبة المنخفضة.

## التصنيف
تم وصف النونلت ذو الخد الرمادي لأول مرة بواسطة فيليب سكويتر في عام 1854 في كولومبيا. يتم التعرف على ثلاثة أنواع فرعية بشكل عام. وقد تم اقتراح واحد من هؤلاء، المرشح، لتشكيل أكثر من تصنيف واحد على أساس الاختلافات في اللون الملاحظة في العينات. يشكل هذا النوع نوعًا فائقاً من النونليت المغطى بالبقع الصخرية (Nonnula ruficapilla) في جنوب الأمازون والنونلت كستنائي الرأس (Nonnula amaurocephala) ، والذي يقتصر على منطقة صغيرة في شمال غرب البرازيل .

## التوزيع
للنونلت رمادية الخدين مدى كبير نسبيًا يمتد من وسط بنما إلى شمال وسط كولومبيا. داخل هذه المنطقة، يسكن المستويات الدنيا من غابات الأراضي المنخفضة الرطبة، بما في ذلك بقع الأنهار، وغابات النمو الثاني، والغابات. يوجد هذا النوع أيضًا في الغابات السابقة المتدهورة بشدة.

## وصف
يبلغ متوسط النونلت ذو الخد الرمادي 15 سنتيمتر (5.9 بوصة). هذا النوع له منقار رمادي طويل أزرق، نحيل، ومزخرف قليلاً. رقعة الخد رمادية ذات عيون حمراء. الأجزاء العلوية بنية في الغالب، مع بعض التعرق على التاج. الأجزاء السفلية لها لون قرفة ساطعة، تصبح بيضاء رمادية على البطن.

## النظام الغذائي والسلوك
ينضم هذا النونلت من حين لآخر إلى أسراب أنواع مختلطة، وقد لوحظ أنه يقتات على مجموعة متنوعة من الحشرات. سلوك التعشيش للجنس بأكمله غير مفهومة، وحتى الآن، ما زال يجب اكتشاف عش لنونلت رمادي الخدين.